# RTI Minsk
RTI Minsk (Wit-Russisch: Радио Технический Институт Мінск) was een professionele basketbalclub uit Minsk, Wit-Rusland welke speelde in de Wit-Russische Major Liga. De club vertegenwoordigde het Minsk Radio Engineering Instituut dat nu de Wit-Russische Staatsuniversiteit voor Informatica en Radio-elektronica is.

## Geschiedenis
RTI had al een geschiedenis in het basketbal toen het nog uitkwam als Spartak Minsk op het hoogste niveau van de Sovjet-Unie. De club werd vijfde in in het seizoen 1982/83 om het Landskampioenschap van de Sovjet-Unie. De club kreeg in 1967 zijn huidige naam. In 1993 werd RTI landskampioen van Wit-Rusland. In 1995 herhaalde RTI die prestatie. In 1997 werd de club wegens financieële problemen verplaatst naar Asipovitsjy en ging samen met OZAA. In 2000 keerde de club terug naar Minsk. In 2003 werd de club opgeheven.

## Verschillende namen
- 1967-1968: Radio Technician Institute Minsk
- 1969-1970: Boerevestnik Minsk
- 1971-1995: RTI Minsk
- 1995-1997: RTI-RSHVSM Minsk
- 1997-2000: RTI-OZAA Asipovitsjy
- 2000-2002: RTI Minsk
- 2002-2003: RTI-RUOR Minsk

## Resultaten

### Staafdiagram
Het cijfer in iedere staaf is de bereikte positie aan het eind van de competitie.
| 7 |

| 2 |

| 1 |

| 12 |

| 1 |

| 9 |

| 7 |

| 8 |

| 8 |

| 8 |

| 8 |

| 6 |

| 9 |

| 8 |

| 9 |

| 5 |

| 10 |

| 6 |

| 9 |

| 11 |

| 7 |

| 9 |

| 10 |

| 13 |

| 9 |

| 1 |

| 2 |

| 1 |

| 2 |

| 3 |

| 3 |

| 2 |

| 3 |

| 2 |

| 3 |

| 2 |

| Landskampioen Sovjet-Unie           |
| Landskampioen Sovjet-Unie B divisie |
| Landskampioen GOS                   |
| Wit-Russische Major Liga            |

| Landskampioen Sovjet-Unie           |
| Landskampioen Sovjet-Unie B divisie |
| Landskampioen GOS                   |
| Wit-Russische Major Liga            |

## Erelijst
- Landskampioen Wit-Rusland: 2
  - Winnaar: 1993, 1995
  - Tweede: 1994, 1996, 1999, 2001, 2003
  - Derde: 1997, 1998, 2000, 2002
- Bekerwinnaar Wit-Rusland:
  - Tweede: 1998

## Bekende (oud)-spelers
- - Aljaksandr Barisaw
- - Ivan Edesjko